# Hipótese do culto bruxo

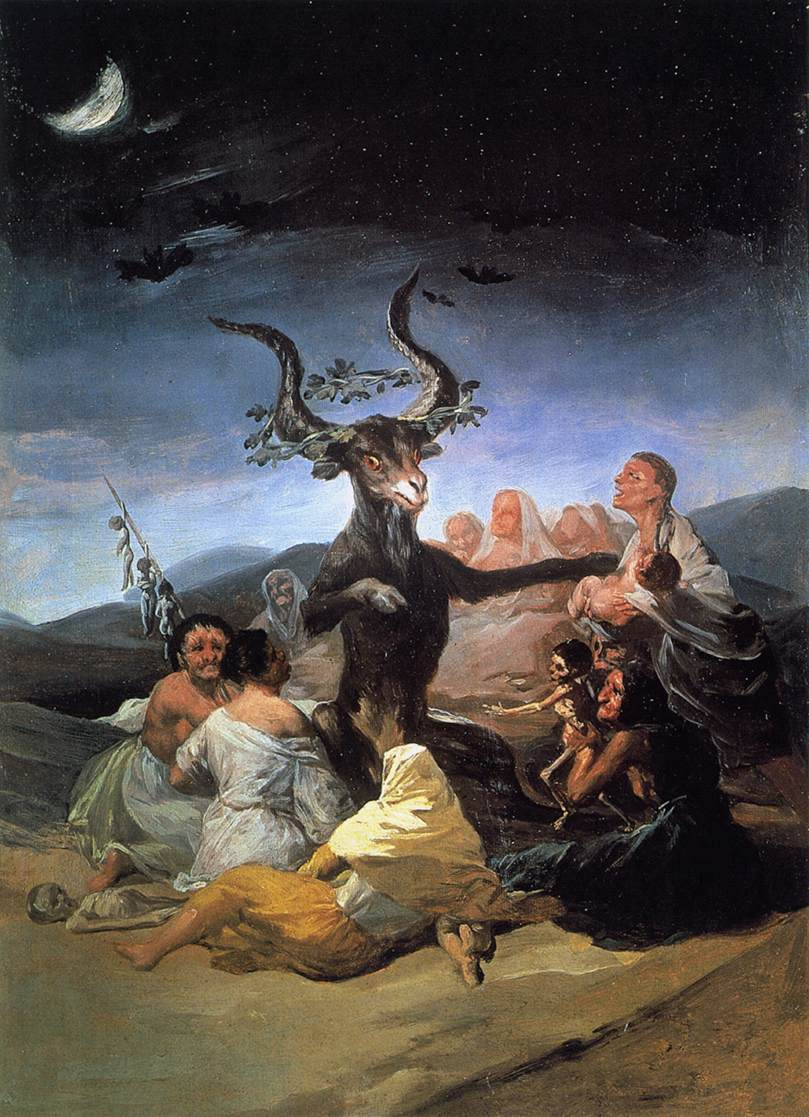
Bruxas Sabá de Francisco de Goya (1789), que retrata um deus pagão ladeado por bruxas. A hipótese do culto bruxo afirma que essas histórias são baseadas em um culto pagão da vida real em que era reverenciado um deus cornífero.

Culto bruxo é o termo usado para uma hipotética religião pagã pré-cristã da Europa, que sobreviveu até pelo menos o início da era moderna. A teoria de sua existência foi postulada por alguns estudiosos do século XIX e XX com base na teoria de que a bruxaria europeia, que tinha sido perseguida durante a caça às bruxas, foi parte de uma conspiração satânica para subverter o Cristianismo, e a maioria dos fatos e provas para a teoria foram colhidos através de estudos dos relatos dos perseguidores na caça às bruxas no início da Europa moderna. No século XX, a teoria deu origem a religiões neopagãs, sendo a de maior número de adeptos atualmente a Wicca, com suas diversas vertentes e tradições.
A teoria foi lançada por autores românticos de livre-pensamento, tais como Karl Ernst Jarcke e Michelet Jules no século XIX, mas recebeu sua exposição mais proeminente com o livro de Margaret Murray de 1921, The Witch-Cult in Western Europe, e suas contribuições para a Encyclopædia Britannica. Os estudiosos têm criticado a teoria e o consenso geral é que nunca existiu o culto das bruxas, sendo algo inteiramente pseudohistórico. Um pequeno número de estudiosos, tais como Carlo Ginzburg, discutem versões modificadas da teoria, como a que limita algumas práticas religiosas não-cristãs sobreviventes no início da era moderna e que contribuem para os estereótipos da bruxaria.
Gerald Gardner alegou que ele havia descoberto o New Forest coven, um grupo que ainda praticava a religião, que ele chamou de Witchcraft (Bruxaria em português), em seu livro de 1954, Witchcraft Today, uma alegação que foi aprovada por Murray. Do mesmo modo, Sybil Leek, Robert Cochrane, Charles Cardell, Rosaleen Norton e Alex Sanders também fizeram reivindicações de terem sido membros de uma linhagem familiar de adeptos do culto às bruxas. Este movimento culminou no que hoje chama-se religião da Wicca. Alguns Wiccanos contemporâneos, no entanto, distanciaram-se da teoria.